# 中國歷史地圖集（古代史部分）
《中國歷史地圖集（古代史部分）》是顧頡剛和章巽共同编著，譚其驤校訂，由地图出版社於1955年出版的一本歷史地圖集。

## 內容
這本歷史地圖集包含自原始社會遺址、夏、商起，直至鴉片戰爭前清朝的中國歷史的相關地圖。共有正圖三十一幅，附圖十六幅，圖多為綜合性質，包括疆域、政區、形勢、經濟、交通、民族分佈和農民戰爭等。后又《附注》，作为对各图的说明和《地名索引》。

## 來源
1. ↑  张传玺. . 北京: 北京大学出版社. 1985年: 437页 （中文（简体））.